# Jannes Wolters
Jannes Wolters (* 22. Juni 1979 in Emmen) ist ein ehemaliger niederländischer Fußballspieler.

## Werdegang
Wolters begann seine sportliche Laufbahn bei den Emmener Amateurvereinen WKE und Drenthina. Sein Debüt im Profifußball gab er am 7. März 1998 beim FC Emmen, als er in der letzten Minute des Ligaspiels gegen den FC Den Bosch eingewechselt wurde. Zwischen 2000 und 2003 spielte er drei Saisons bei AZ Alkmaar. Danach kehrte er zum FC Emmen zurück. 2010 beendete er dort verletzungsbedingt seine Karriere.
Er ist ein Neffe des Volkssängers Jannes.